# Laranjeiras (Sergipe)
Pour les articles homonymes, voir Laranjeiras.
Laranjeiras est une ville brésilienne du nord-est de l'État du Sergipe.

## Géographie
Laranjeiras se situe par une latitude de 10° 48' 22" sud et par une longitude de 37° 10' 18" ouest, à une altitude de 9 mètres.
Sa population était de 23 923 habitants au recensement de 2007. La municipalité s'étend sur 163 km2.
Elle fait partie de la microrégion du Baixo Cotinguiba, dans la mésorégion Est du Sergipe.